# Értelem és érzelem (film, 1995)
Az Értelem és érzelem (eredeti cím: Sense and Sensibility) 1995-ben bemutatott filmdráma, Ang Lee rendezésében Jane Austen angol regényírónő 1811-ben kiadott regényének megfilmesített verziója. A történet a Dashwood nővéreket követi, akik egy gazdag angol földesúri család tagjai, hirtelen nélkülözéssel kell megküzdeniük. Kénytelenek házasságon keresztül anyagi biztonságra törekedni. Emma Thompson írta a forgatókönyvet.
A filmet 1995. december 13-án mutatták be az Egyesült Államokban.
Kereskedelmi siker, világszerte 135 millió dollárt keresve a film megjelenésükkor elsöprő pozitív kritikákat kapott, és számos elismerést kapott, köztük három díjat és tizenegy jelölést az 1995-ös Brit Akadémia Filmdíjátadóján. Hét Oscar-jelölést kapott, köztük a legjobb film és a legjobb színésznő kategóriában. Thompson megkapta a legjobb adaptált forgatókönyv díját, ő lett az egyetlen, aki színészi és forgatókönyvíróként elnyerte az Academy Awards díját. Az Értelem és érzelem hozzájárult Austen művei népszerűségének újbóli megjelenéséhez, és sokkal több hasonló műfajú produkcióhoz vezetett. Folyamatosan elismerték minden idők egyik legjobb Austen-adaptációjának.

## Cselekmény
Halálos ágyán Mr. Dashwood azt mondja az első házasságából született fiának, Johnnak, hogy vigyázzon második feleségére és három lányára, Elinorra, Marianne-ra és Margaretre, mivel az angol törvények szerint semmit sem örökölnek. John megígéri, hogy megteszi. John fukar, kapzsi és sznob felesége, Fanny meggyőzi, hogy féltestvéreinek anyagilag semmit se adjon; John és Fanny mihamarabb beköltöznek a kastélyba , és arra kényszerítik a Dashwood hölgyeket, hogy új otthont keressenek.
Fanny meghívja öccsét, Edward Ferrarst, hogy tartózkodjon náluk. Elinor és Edward hamarosan szoros barátságot kötnek egymással. Fanny elmondja Mrs. Dashwoodnak, hogy Edwardot kitagadják, ha olyasvalakit vesz feleségül, aki alacsonyabb rangú vagy nincs pénze.
Sir John Middleton, Mrs. Dashwood unokatestvére, egy kis házat kínál neki a birtokán, a devonshire-i Barton Parkban. Mrs.Deshwood beköltözik lányaival , és gyakori vendégei a Barton Parknak. A Dashwoodok találkoznak az idősebb Brandon ezredessel, aki első látásra beleszeret Marianne-be. Marianne azonban képtelennek tartja, hogy érzelmeit viszonozza.
Egy délután Marianne sétál egyet Margarettel, megcsúszik és elesik az esőben. Haza viszi a lendületes John Willoughby, akibe Marianne beleszeret. Nagyon sok időt töltenek együtt.  Egy reggel rejtélmes találkozót kér Mariannetol ,aki azt hiszi megkéri a kezét, de ehelyett bejelenti, hogy sürgősen Londonba kell utaznia.
Sir John menye, Mrs. Jennings, meghívja lányát és vejét, Mr. és Mrs. Palmert , hogy látogassanak el hozzájuk. Magukkal hozzák Lucy Steele-t. Lucy Elinornak elárul egy nagy titkot, hogy Edwarddal öt éve vannak titokban eljegyezve.
Edward és Elinor barátsága kölcsönös szerelemmé vált, de nem házasodhatnak össze, mert Edward titokban eljegyezte Lucyt, és nem fogja megszegni neki tett ígéretét. Elinor feláldozza saját boldogságát, hogy megőrizze Edward integritását
Mrs. Jennings Lucyt, Elinort és Marianne-t Londonba viszi, ahol egy bálon találkoznak Willoughbyval. Kényelmetlenül köszönti Marianne-t, és pár szó után magára hagyja. Hamarosan megtudják, hogy eljegyezte a rendkívül gazdag Miss Gray-t. Marianne vigasztalhatatlanná válik. Brandon ezredes később elmagyarázza Elinornak, hogy Willoughby elcsábította és elhagyta, Brandon egykori szerelmének törvénytelen lányát, Elizát. Amikor Willoughby nagynénje megtudta ezt, kitagadta, így a pénz miatt házasodik. A becsületes Brandon elmondja Elinornak, hogy Willoughby, bár otthagyta, szerette Marianne-t, de más módon nem tudta elkerülni a pénztelenséget mint hogy feleségül vegye Miss Grayt.
Lucy Steele meghívást kap John és Fanny Dashwoodtól, hogy tartózkodjon náluk. Lucy, mivel azt hiszi, hogy Fannyval barátok, elmondja neki titkos eljegyzését , de ezért kidobják a házból. Edward anyja követeli, hogy szakítsa meg az eljegyzést. Amikor nem hajlandó, a nő elintézi, hogy vagyonát átadja az öccsének, Robertnek. Ennek hallatán Brandon ezredes felajánlja Edwardnak a birtokán lévő plébániát, szimpátiát érez a szerencsétlen, de megtisztelő Edward iránt.
Hazafelé tartva Devonshire-be, Elinor és Marianne éjszakára megállnak a Palmerék vidéki birtokán, akik Willoughby birtoka közelében laknak. Marianne súlyosan megbetegedik, miután szakadó esőben jár. Brandon ezredes megtalálja és hazahozza. A Palmerék elmennek, attól félve, hogy újszülött gyermekük elkapja a betegséget. Elinor Marianne oldalán marad, amíg felépül, és a nővérek hazatérnek. Brandon ezredes és Marianne sok időt töltenek együtt , mivel Marianne hálát érez iránta. Elinornak bevallja, hogy még ha Willoughby őt is választotta volna ,már nincs meggyőződve arról, hogy a szeretete elég lett volna hogy boldoggá tegye.
A Dashwoodok hamarosan megtudják, hogy Miss Steele Mrs. Ferrars lett, és feltételezik, hogy feleségül vette Edward. Később Edward meglátogatja a házukat, és elmondja, hogy Miss Steele Roberhez, Edward testvéréhez ment feleségül. Ezt hallva Elinor zokogásba tör ki és nem képes tovább visszafojtani érzéseit. Edward azt mondja Elinornak: „A szívem a tiéd, és mindig is az lesz”,  Nemsokára összeházasodnak. Majd Marianne és Brandon ezredes is házasságot köt , mivel Marianne végül viszonozza szerelmét. A film végén Willoughby a távolból figyeli esküvőjüket, sajnálkozó arccal, és ellovagol.

## Szereplők
| Karakter               | Színész            | Magyar hang          |
| ---------------------- | ------------------ | -------------------- |
| Elinor Dashwood        | Emma Thompson      | Kovács Nóra          |
| Brandon ezredes        | Alan Rickman       | Kristóf Tibor        |
| Marianne Dashwood      | Kate Winslet       | Kökényessy Ági       |
| Edward Ferrars         | Hugh Grant         | Stohl András         |
| John Dashwood          | James Fleet        | Várkonyi András      |
| Fanny Dashwood         | Harriet Walter     | Menszátor Magdolna   |
| Mrs. Dashwood          | Gemma Jones        | Kassai Ilona         |
| Mrs. Jennings          | Elizabeth Spriggs  | Győri Ilona          |
| Sir John Middleton     | Robert Hardy       | Makay Sándor         |
| John Willoughby        | Greg Wise          | Reisenbüchler Sándor |
| Charlotte Palmer       | Imelda Staunton    | Zsurzs Kati          |
| Lucy Steele            | Imogen Stubbs      | Farkasinszky Edit    |
| Mr. Palmer             | Hugh Laurie        | Németh Gábor         |
| Mr. Dashwood           | Tom Wilkinson      | Bitskey Tibor        |
| Margaret Dashwood      | Emilie François    | Nemes Takách Kata    |
| Thomas                 | Ian Brimble        | Imre István          |
| Betsy                  | Isabelle Amyes     | Vennes Emmy          |
| Káplán                 | Alexander John     | Vizy György          |
| Pigeon                 | Allan Mitchell     |                      |
| Mrs. Jennings cselédje | Josephine Gradwell |                      |
| Robert Ferrars         | Richard Lumsden    | Holl Nándor          |
| Miss Grey              | Lone Vidahl        |                      |
| Dr. Harris             | Oliver Ford Davies | Pataki Imre          |
| Mrs. Bunting           | Eleanor McCready   |                      |

## Díjak
| Díj                                         | Dátum                          | Kategória                                                          | Jelöltek                                              | Eredmény |
| ------------------------------------------- | ------------------------------ | ------------------------------------------------------------------ | ----------------------------------------------------- | -------- |
| Academy Awards                              | 1996. március 25.              | Best Actress                                                       | Emma Thompson                                         | Jelölt   |
| Academy Awards                              | 1996. március 25.              | Best Cinematography                                                | Michael Coulter                                       | Jelölt   |
| Academy Awards                              | 1996. március 25.              | Best Costume Design                                                | Jenny Beavan and John Bright                          | Jelölt   |
| Academy Awards                              | 1996. március 25.              | Best Original Dramatic Score                                       | Patrick Doyle                                         | Jelölt   |
| Academy Awards                              | 1996. március 25.              | Best Picture                                                       | Sense and Sensibility                                 | Jelölt   |
| Academy Awards                              | 1996. március 25.              | Best Supporting Actress                                            | Kate Winslet                                          | Jelölt   |
| Academy Awards                              | 1996. március 25.              | Best Writing (Adapted Screenplay)                                  | Emma Thompson                                         | Nyert    |
| American Film Institute                     |                                | AFI's 100 Years of Film Scores                                     | Sense and Sensibility                                 | Jelölt   |
| American Film Institute                     | AFI's 100 Years...100 Movies   | Sense and Sensibility                                              | Jelölt                                                |          |
| American Film Institute                     | AFI's 100 Years...100 Passions | Sense and Sensibility                                              |                                                       |          |
| Berlin International Film Festival          | 1996. február 26.              | Golden Bear                                                        | Sense and Sensibility                                 | Nyert    |
| Boston Society of Film Critics              | 1995. december 17.             | Best Director                                                      | Ang Lee                                               | Nyert    |
| Boston Society of Film Critics              | 1995. december 17.             | Best Film                                                          | Sense and Sensibility                                 | Nyert    |
| Boston Society of Film Critics              | 1995. december 17.             | Best Screenplay                                                    | Emma Thompson                                         | Nyert    |
| British Academy Film Awards                 | 1996. április 23.              | Best Actress in a Leading Role                                     | Emma Thompson                                         | Nyert    |
| British Academy Film Awards                 | 1996. április 23.              | Best Actor in a Supporting Role                                    | Alan Rickman                                          | Jelölt   |
| British Academy Film Awards                 | 1996. április 23.              | Best Actress in a Supporting Role                                  | Kate Winslet                                          | Nyert    |
| British Academy Film Awards                 | 1996. április 23.              | Best Actress in a Supporting Role                                  | Elizabeth Spriggs                                     | Jelölt   |
| British Academy Film Awards                 | 1996. április 23.              | Best Adapted Screenplay                                            | Emma Thompson                                         | Jelölt   |
| British Academy Film Awards                 | 1996. április 23.              | Best Cinematography                                                | Michael Coulter                                       | Jelölt   |
| British Academy Film Awards                 | 1996. április 23.              | Best Costume Design                                                | Jenny Beavan and John Bright                          | Jelölt   |
| British Academy Film Awards                 | 1996. április 23.              | Best Direction                                                     | Ang Lee                                               | Jelölt   |
| British Academy Film Awards                 | 1996. április 23.              | Best Film                                                          | Sense and Sensibility                                 | Nyert    |
| British Academy Film Awards                 | 1996. április 23.              | Best Film Music                                                    | Patrick Doyle                                         | Jelölt   |
| British Academy Film Awards                 | 1996. április 23.              | Best Makeup and Hair                                               | Morag Ross, Jan Archibald                             | Jelölt   |
| British Academy Film Awards                 | 1996. április 23.              | Best Production Design                                             | Luciana Arrighi                                       | Jelölt   |
| British Society of Cinematographers         | 1995                           | Best Cinematography Award                                          | Michael Coulter                                       | Jelölt   |
| Critics' Choice Movie Awards                | 1996. január 22.               | Best Film                                                          | Sense and Sensibility                                 | Nyert    |
| Critics' Choice Movie Awards                | 1996. január 22.               | Best Screenplay                                                    | Emma Thompson                                         | Nyert    |
| Deutscher Filmpreis                         | 1997. június 6.                | Best Foreign Film                                                  | Ang Lee                                               | Nyert    |
| Directors Guild of America                  | 1996. március 2.               | Outstanding Directing – Feature Film                               | Ang Lee                                               | Jelölt   |
| Evening Standard British Film Awards        | 1997. február 2.               | Best Actress                                                       | Kate Winslet                                          | Nyert    |
| Evening Standard British Film Awards        | 1997. február 2.               | Best Screenplay                                                    | Emma Thompson                                         | Nyert    |
| Golden Globe Awards                         | 1996. január 21.               | Best Actress – Motion Picture Drama                                | Emma Thompson                                         | Jelölt   |
| Golden Globe Awards                         | 1996. január 21.               | Best Director                                                      | Ang Lee                                               | Jelölt   |
| Golden Globe Awards                         | 1996. január 21.               | Best Motion Picture – Drama                                        | Sense and Sensibility                                 | Nyert    |
| Golden Globe Awards                         | 1996. január 21.               | Best Original Score                                                | Patrick Doyle                                         | Jelölt   |
| Golden Globe Awards                         | 1996. január 21.               | Best Screenplay                                                    | Emma Thompson                                         | Nyert    |
| Golden Globe Awards                         | 1996. január 21.               | Best Supporting Actress – Motion Picture                           | Kate Winslet                                          | Jelölt   |
| London Critics Circle Film Awards           | 1997. március 2.               | British Screenwriter of the Year                                   | Emma Thompson                                         | Nyert    |
| Los Angeles Film Critics Association Awards | 1995. december 16.             | Best Screenplay                                                    | Emma Thompson                                         | Nyert    |
| National Board of Review of Motion Pictures | 1996. február 26.              | Best Actress                                                       | Emma Thompson                                         | Nyert    |
| National Board of Review of Motion Pictures | 1996. február 26.              | Best Director                                                      | Ang Lee                                               | Nyert    |
| National Board of Review of Motion Pictures | 1996. február 26.              | Top Ten Films                                                      | Sense and Sensibility                                 | Nyert    |
| New York Film Critics Circle Awards         | 1996. január 7.                | Best Director                                                      | Ang Lee                                               | Nyert    |
| New York Film Critics Circle Awards         | 1996. január 7.                | Best Screenplay                                                    | Emma Thompson                                         | Nyert    |
| Satellite Awards                            | 1996 január                    | Best Classic DVD                                                   | Sense and Sensibility                                 | Jelölt   |
| Screen Actors Guild Awards                  | 1996. február 24.              | Outstanding Performance by a Cast in a Motion Picture              | Hugh Grant, Alan Rickman, Emma Thompson, Kate Winslet | Jelölt   |
| Screen Actors Guild Awards                  | 1996. február 24.              | Outstanding Performance by a Female Actor in a Leading Role        | Emma Thompson                                         | Jelölt   |
| Screen Actors Guild Awards                  | 1996. február 24.              | Outstanding Performance by a Female Actor in a Supporting Role     | Kate Winslet                                          | Nyert    |
| Society of Texas Film Critics Awards        | 1995. december 28.             | Best Actress                                                       | Emma Thompson                                         | Nyert    |
| Society of Texas Film Critics Awards        | 1995. december 28.             | Best Adapted Screenplay                                            | Emma Thompson                                         | Nyert    |
| USC Scripter Awards                         | 1996                           | USC Scripter Award                                                 | Emma Thompson                                         | Nyert    |
| Writers Guild of America Awards             | 1996. március 17.              | Best Screenplay Based on Material Previously Produced or Published | Emma Thompson                                         | Nyert    |
| Writers' Guild of Great Britain             | 1996                           | Film – Screenplay                                                  | Emma Thompson                                         | Nyert    |

## További információ
- Értelem és érzelem a PORT.hu-n (magyarul)
- Értelem és érzelem az Internetes Szinkronadatbázisban (magyarul)
- Értelem és érzelem az Internet Movie Database-ben (angolul)
- Értelem és érzelem a Rotten Tomatoeson (angolul)
- Értelem és érzelem a Box Office Mojón (angolul)